# Canehan
Canehan – miejscowość i gmina we Francji, w regionie Normandia, w departamencie Sekwana Nadmorska.
Według danych na rok 1990 gminę zamieszkiwały 322 osoby, a gęstość zaludnienia wynosiła 52 osoby/km² (wśród 1421 gmin Górnej Normandii Canehan plasuje się na 593. miejscu pod względem liczby ludności, natomiast pod względem powierzchni na miejscu 595.).